# Boeckosimus brevicaudatus
Boeckosimus brevicaudatus är en kräftdjursart som beskrevs av Hansen 1887. Boeckosimus brevicaudatus ingår i släktet Boeckosimus och familjen Lysianassidae. Inga underarter finns listade i Catalogue of Life.